# Belavia
Belavia là tên của hãng hàng không quốc tế Belarus, nó làm dịch vụ cho hệ thống tuyến đường giữa các thành phố châu Âu và CIS(Commonwealth of Independent States), có sân bay quốc tế Minsk

## Sự cố tai nạn
- Ngày 14 tháng 2 năm 2008, 10 người bị thương khi chiếc phi cơ chở 21 người lật nhào và bùng cháy lúc vừa cất cánh tại thủ đô của Armenia, Chiếc phi cơ Canadair CRJ-100 chuẩn bị bay tới Minsk, Belarus, thì bị đâm xuống đường băng ở sân bay Zvartnots, Armenia